# Upplands runinskrifter 868
Upplands runinskrifter 868 är ett vikingatida runstensfragment av rödgrå gnejsgranit i Ransta, Gryta socken och Enköpings kommun. Runstenen är belägen i ett gravfält och är 1,2 meter hög och 1,8 meter bred. Stenens ursprungliga plats kan inte exakt fastställas. Den övre delen av stenen saknas och har inte kunnat återfinnas.

## Inskriften
Translitterering av runraden:
ofahr · auk · biarn · litu · -... ... ...ori
Normalisering till runsvenska:
Ofæigʀ ok Biorn letu ... ... ...
Översättning till nusvenska:
Ofeg och Björn läto ...